# Luke Bambridge
Luke Bambridge (* 21. ledna 1995 Nottingham) je bývalý britský profesionální tenista, deblový specialista. Ve své kariéře na okruhu ATP Tour vyhrál tři deblové turnaje. Na challengerech ATP a okruhu ITF získal jeden titul ve dvouhře a dvacet sedm ve čtyřhře.
Na žebříčku ATP byl ve dvouhře nejvýše klasifikován v červnu 2016 na 481. místě a ve čtyřhře pak v květnu 2019 na 41. místě.

## Tenisová kariéra
V rámci hlavních soutěží událostí okruhu ITF debutoval v září 2011, když na turnaj v rodném Nottinghamu obdržel divokou kartu. V úvodním kole podlehl krajanu Andrewovi Fitzpatrickovi.
Debut v hlavní soutěži nejvyšší grandslamové kategorie zaznamenal v mužském deblu Wimbledonu 2015. Do turnaje nastoupil s krajanem Liamem Broadym. V úvodním kole však nenašli recept na Jamieho Murrayho a Johna Peerse. V kvalifikaci majoru se poprvé objevil ve Wimbledonu 2012, v němž nepřešel první kolo přes Španěla Roberta Bautistu Aguta.
Na okruhu ATP World Tour, vyjma grandslamu, debutoval ve čtyřhře Nature Valley International 2018, hrané na eastbournské trávě. S krajanem Jonnym O'Marou získali do soutěže divokou kartu. Ve čtvrtfinále vyřadili nejvýše nasazené Kolumbijce Juana Sebastiána Cabala s Robertem Farahem a v semifinále švédsko-francouzskou dvojici Roberta Lindstedta s Édouardem Rogerem-Vasselinem. V boji o titul pak zdolali britskou sourozeneckou dvojici Kena a Neala Skupských po dvousetovém průběhu. Druhou trofej si odvezl opět s O'Marou z říjnového Stockholm Open 2018, na němž zastavili bratry Skupské ve čtvrtfinále. V závěrečném utkání přehráli novozélandsko-nizozemské turnajové trojky Marcuse Daniella s Wesleym Koolhofem díky zvládnutým koncovkám obou sad. Celkový poměr zápasů vítězných Britů na túře ATP po turnaji činil 9–4.

## Finále na okruhu ATP Tour
| Legenda                   |
| D – dvouhra; Č – čtyřhra  |
| Grand Slam (0)            |
| Turnaj mistrů (0)         |
| ATP Tour Masters 1000 (0) |
| ATP Tour 500 (0)          |
| ATP Tour 250 (3–6 Č)      |

### Čtyřhra: 9 (3–6)
| Stav      | č. | datum           | turnaj                         | povrch     | spoluhráč         | soupeři ve finále                 | výsledek         |
| --------- | -- | --------------- | ------------------------------ | ---------- | ----------------- | --------------------------------- | ---------------- |
| Vítěz     | 1. | 29. června 2018 | Eastbourne, Spojené království | tráva      | Jonny O'Mara      | Ken Skupski Neal Skupski          | 7–5, 6–4         |
| Vítěz     | 2. | 21. října 2018  | Stockholm, Švédsko             | tvrdý (h)  | Jonny O'Mara      | Marcus Daniell Wesley Koolhof     | 7–5, 7–6(10–8)   |
| Finalista | 1. | leden 2019      | Puné, Indie                    | tvrdý      | Jonny O'Mara      | Rohan Bopanna Divij Šaran         | 3–6, 4–6         |
| Finalista | 2. | březen 2019     | São Paulo, Brazílie            | antuka (h) | Jonny O'Mara      | Federico Delbonis Máximo González | 4–6, 3–6         |
| Finalista | 3. | květen 2019     | Estoril, Portugalsko           | antuka     | Jonny O'Mara      | Jérémy Ctvrdýy Fabrice Martin     | 5–7, 6–7(3–7)    |
| Finalista | 4. | leden 2020      | Dauhá, Katar                   | tvrdý      | Santiago González | Rohan Bopanna Wesley Koolhof      | 6–3, 2–6, [6–10] |
| Vítěz     | 3. | leden 2020      | Auckland, Nový Zéland (2)      | tvrdý      | Ben McLachlan     | Marcus Daniell Philipp Oswald     | 7–6(7–3), 6–3    |
| Finalista | 5. | únor 2020       | Delray Beach, Spojené státy    | tvrdý      | Ben McLachlan     | Bob Bryan Mike Bryan              | 6–3, 5–7, [5–10] |
| Finalista | 6. | květen 2021     | Estoril, Portugalsko (2)       | antuka     | Dominic Inglot    | Tim Pütz Hugo Nys                 | 5–7, 6–3, [3–10] |

## Tituly na challengerech ATP a okruhu Futures
| Legenda                    |
| -------------------------- |
| Challengery (0–0 D; 7–8 Č) |
| Futures (1–6 D; 20–19 Č)   |

### Dvouhra (1 titul)
| č. | datum         | turnaj       | povrch | soupeř ve finále  | výsledek      |
| -- | ------------- | ------------ | ------ | ----------------- | ------------- |
| 1. | prosince 2015 | Dauhá, Katar | tvrdý  | Dominik Kellovský | 6–2, 3–6, 6–1 |

### Čtyřhra (27 titulů)
| č.  | datum          | turnaj                         | povrch    | spoluhráč           | soupeři ve finále                       | výsledek                |
| --- | -------------- | ------------------------------ | --------- | ------------------- | --------------------------------------- | ----------------------- |
| 1.  | května 2013    | Newcastle, Spojené království  | antuka    | Cameron Norrie      | Scott Clayton Toby Martin               | 6–0, 4–6, [10–3]        |
| 2.  | října 2013     | Ramat ha-Šaron, Izrael         | tvrdý     | Evan Hoyt           | Liam Broady Joshua Ward-Hibbert         | 7–6(7–5), 7–6(7–4)      |
| 3.  | listopadu 2013 | Edgbaston, Spojené království  | tvrdý (h) | George Morgan       | Scott Clayton Jonny O'Mara              | 7–5, 4–6, [10–7]        |
| 4.  | listopadu 2013 | Héraklion, Řecko               | tvrdý     | Oliver Golding      | Andreas Mies Oscar Otte                 | 6–3, 7–5                |
| 5.  | března 2014    | Shrewsbury, Spojené království | tvrdý (h) | Toby Martin         | Isak Arvidsson Micke Kontinen           | 6–3, 6–4                |
| 6.  | března 2014    | Preston, Spojené království    | tvrdý (h) | Liam Broady         | Frederik Nielsen Joshua Ward-Hibbert    | 6–4, 6–4                |
| 7.  | července 2014  | Pittsburgh, Spojené státy      | antuka    | Liam Broady         | Gonzales Austin Quinton Vega            | 7–5, 6–4                |
| 8.  | července 2014  | Tulsa, Spojené státy           | tvrdý     | Liam Broady         | Daniel Garza Raúl Isaías Rosas Zarur    | 6–4, 5–2skreč           |
| 9.  | července 2014  | Godfrey, Spojené státy         | tvrdý     | Liam Broady         | Brett Clark Ronnie Schneider            | 6–3, 6–2                |
| 10. | srpna 2014     | Decatur, Spojené státy         | tvrdý     | Liam Broady         | Scott Clayton Toby Martin               | 5–7, 6–2, [10–7]        |
| 11. | září 2014      | Castelo Branco, Portugalsko    | tvrdý     | Joshua Ward-Hibbert | Iván Arenas Gualda Jaime Pulgar García  | 7–6(7–0), 6–4           |
| 12. | března 2015    | Shrewsbury, Spojené království | tvrdý (h) | Scott Clayton       | Sean Thornley Marcus Willis             | 7–6(7–3), 6–4           |
| 13. | listopadu 2015 | Šarm aš-Šajch, Egypt           | tvrdý     | Rictvrdý Gabb       | Enrico Dalla Valle Julian Ocleppo       | 7–6(7–3), 6–4           |
| 14. | dubna 2016     | Memphis, Spojené státy         | tvrdý     | Darren Walsh        | Daniel Garza Tigre Hank                 | 6–1, 6–2                |
| 15. | května 2016    | Córdoba, Mexiko                | tvrdý     | Farris Fathi Gosea  | Mauricio Astorga Manuel Sánchez         | 7–6(7–3), 7–6(7–2)      |
| 16. | října 2016     | Harlingen, Spojené státy       | tvrdý     | Evan King           | John McNally Evan Zhu                   | 6–4, 6–4                |
| 17. | dubna 2017     | Little Rock, Spojené státy     | tvrdý     | Gavin van Peperzeel | Philip Bester Ante Pavić                | 2–6, 6–3, [11–9]        |
| 18. | července 2017  | Wichita, Spojené státy         | tvrdý     | David O'Hare        | Nathan Ponwith John Harrison Richmond   | 6–0, 6–3                |
| 1.  | červenec 2017  | Winnipeg, Kanada               | tvrdý     | David O'Hare        | Jusuke Takahaši Renta Tokuda            | 6–2, 6–2                |
| 2.  | říjen 2017     | Fairfield, Spojené státy       | tvrdý     | David O'Hare        | Akram El Sallaly Bernardo Oliveira      | 6–4, 6–2                |
| 19. | ledna 2018     | Long Beach, Spojené státy      | tvrdý     | Hans Hach Verdugo   | Collin Altamirano Alexander Lebedev     | 6–3, 6–2                |
| 20. | března 2018    | Sherbrooke, Kanada             | tvrdý (h) | Joe Salisbury       | Adrien Bossel Joris De Loore            | 6–3, 7–5                |
| 3.  | květen 2018    | Savannah, Spojené státy        | antuka    | Akira Santillan     | Enrique López Pérez Džívan Nedunčežijan | 6–2, 6–2                |
| 4.  | červen 2018    | Surbiton, Spojené království   | tráva     | Jonny O'Mara        | Ken Skupski Neal Skupski                | 7–6(13–11), 4–6, [10–7] |
| 5.  | srpen 2018     | Vancouver, Kanada              | tvrdý     | Neal Skupski        | Marc Polmans Max Purcell                | 4–6, 6–3, [10–6]        |
| 6.  | září 2018      | Chicago, Spojené státy         | tvrdý     | Neal Skupski        | Leander Paes Miguel Ángel Reyes-Varela  | 6–3, 6–4                |
| 7.  | září 2018      | Orléans, Francie               | tvrdý (h) | Jonny O'Mara        | Yannick Maden Tristan-Samuel Weissborn  | 6–2, 6–4                |